# Кољате
Кољате (итал. Cogliate) је насеље у Италији у округу Монца и Бријанца, региону Ломбардија.
Према процени из 2011. у насељу је живело 8450 становника. Насеље се налази на надморској висини од 231 м.

## Становништво
| 1936. | 1951. | 1961. | 1971. | 1981. | 1991. | 2001. | 2011. |
| ----- | ----- | ----- | ----- | ----- | ----- | ----- | ----- |
| 3.061 | 3.760 | 4.359 | 5.292 | 6.499 | 6.970 | 7.656 | 8.450 |